# Giải vô địch bóng đá bãi biển thế giới 2002
Giải vô địch bóng đá bãi biển thế giới 2002 là giải đấu lần thứ 8 của Giải vô địch bóng đá bãi biển thế giới (BSWW), giải đấu bóng đá bãi biển quốc tế danh giá nhất dành cho các đội tuyển quốc gia nam cho đến năm 2005, khi giải này sau đó được thay thế bằng phiên bản giải đấu của FIFA. Được tổ chức bởi công ty thể thao Koch Tavares của Brasil (một trong những đối tác sáng lập của Liên đoàn bóng đá bãi biển thế giới).
Giải đấu tiếp tục thay đổi địa điểm, lần này được tổ chức lần đầu tiên tại hai địa điểm, ở Vitória, (Espírito Santo) và chủ yếu là Guarujá, (São Paulo), Brasil. Ngoài ra, số lượng đội tham dự đã giảm xuống còn 8 đội, giống như trong 3 mùa giải đầu tiên.
Brasil đã đánh bại nhà đương kim vô địch Bồ Đào Nha với tỷ số 6–5 trong trận chung kết để giành lại, cũng như giành chức vô địch lần thứ bảy sau 8 lần tham dự.

## Tổ chức
Thể thức này đã trở lại với cách thức tổ chức giải đấu trong những năm đầu thành lập từ năm 1995 đến 1997. Sau 3 năm với tư cách là giải đấu gồm 12 đội, số lượng đội tham dự đã giảm xuống còn 8 đội như ban đầu, thi đấu trong hai bảng bốn đội theo thể thức vòng tròn. Hai đội đứng đầu sẽ giành quyền vào bán kết, tiếp theo giải được tổ chức theo thể thức đấu loại trực tiếp cho đến khi tìm ra đội vô địch, cùng với một trận đấu bổ sung để xác định vị trí thứ ba.
Lịch trình đã được công bố vào tháng 12 năm 2001. Mặc dù giải đấu được tổ chức ở hai địa điểm, trên thực tế chỉ có một trận đấu là trận mở màn giữa Brasil và Thái Lan được tổ chức tại Vitória trong khi 15 trận còn lại được tổ chức tại Guarujá.
Rede Globo phát sóng các trận đấu trên truyền hình ở Brasil.

## Đội tuyển

### Vòng loại
Các đội tuyển châu Âu đã giành quyền tham dự với 3 vị trí cao nhất của Giải vô địch bóng đá bãi biển châu Âu 2001 (EBSL). Các quốc gia vô địch, á quân và thứ ba trong Giải vô địch thế giới trước đó cũng đã giành được quyền tham dự tự động cho thành tích của họ một năm trước đó. Đương kim vô địch Bồ Đào Nha đã giành được vị trí của mình thông qua vị trí á quân tại EBSL, tuy nhiên Pháp - á quân của mùa giải vô địch thế giới trước đó, những đội không ở ba vị trí cao nhất của ESBL, và Argentina đứng thứ ba, đã giành được vị trí của họ theo cách này.
Các đội khác tham dự bằng lời mời.

### Tham dự
Châu Phi, Bắc Mỹ và châu Đại Dương không có đại diện.
| Khu vực châu Á (1): - Thái Lan1,Inv. Khu vực châu Âu (4): - Bồ Đào Nha - Tây Ban Nha - Pháp - Ý | Khu vực Nam Mỹ (2): - Argentina - UruguayInv. Chủ nhà: - Brasil (Nam Mỹ) |

1. Các đội tuyển lần đầu tiên tham dự
Inv. Tham dự bằng lời mời

## Vòng bảng
Tất cả các trận đấu diễn ra theo giờ địa phương ở Vitória và Guarujá, (BRST / UTC-2)

### Bảng A
| VT | Đội         | ST | T | T+ | B | BT | BB | HS  | Đ | Giành quyền tham dự     |
| -- | ----------- | -- | - | -- | - | -- | -- | --- | - | ----------------------- |
| 1  | Brasil      | 3  | 3 | 0  | 0 | 17 | 4  | +13 | 9 | Vòng đấu loại trực tiếp |
| 2  | Thái Lan    | 3  | 1 | 1  | 1 | 8  | 13 | –5  | 5 | Vòng đấu loại trực tiếp |
| 3  | Tây Ban Nha | 3  | 1 | 0  | 2 | 11 | 9  | +2  | 3 |                         |
| 4  | Pháp        | 3  | 0 | 0  | 3 | 9  | 19 | –10 | 0 |                         |

| Brasil                          | 6–0      | Thái Lan |
| ------------------------------- | -------- | -------- |
| Junior Negão · Benjamin · Neném | Chi tiết |          |

| Tây Ban Nha                       | 7–2      | Pháp             |
| --------------------------------- | -------- | ---------------- |
| Salinas · David · Amarelle · Nico | Chi tiết | Marquet · Bonora |

| Thái Lan                      | 5–4      | Pháp                       |
| ----------------------------- | -------- | -------------------------- |
| Khongkeaw · Polsak · Lungkaew | Chi tiết | Cantona · Bonora · Germain |

| Brasil                             | 4–1      | Tây Ban Nha |
| ---------------------------------- | -------- | ----------- |
| Jorginho · Benjamin · Neném · Duda | Chi tiết | Amarelle    |

| Thái Lan              | 3–3 (s.h.p.) | Tây Ban Nha             |
| --------------------- | ------------ | ----------------------- |
| Lungkaew · Phungphook | Chi tiết     | Amarelle · Nico · David |
| Loạt sút luân lưu     |              |                         |
| Polsak                | 1–0          | Amarelle                |

| Brasil                                               | 7–3      | Pháp              |
| ---------------------------------------------------- | -------- | ----------------- |
| Benjamim · Jorginho · Júnior Negão · Neném · Juninho | Chi tiết | Samoun · Squaglia |

### Bảng B
| VT | Đội        | ST | T | T+ | B | BT | BB | HS  | Đ | Giành quyền tham dự     |
| -- | ---------- | -- | - | -- | - | -- | -- | --- | - | ----------------------- |
| 1  | Bồ Đào Nha | 3  | 3 | 0  | 0 | 20 | 11 | +9  | 9 | Vòng đấu loại trực tiếp |
| 2  | Uruguay    | 3  | 2 | 0  | 1 | 18 | 10 | +8  | 6 | Vòng đấu loại trực tiếp |
| 3  | Ý          | 3  | 1 | 0  | 2 | 14 | 16 | –2  | 3 |                         |
| 4  | Argentina  | 3  | 0 | 0  | 3 | 12 | 27 | –15 | 0 |                         |

| Ý                                              | 8–6      | Argentina                |
| ---------------------------------------------- | -------- | ------------------------ |
| Albore · Solda · Aquilante · Gentile · Pecchia | Chi tiết | Hilaire · Borghi · Godoy |

| Bồ Đào Nha                              | 6–3      | Uruguay               |
| --------------------------------------- | -------- | --------------------- |
| Madjer · Zé Miguel · Alan · Pedro Jorge | Chi tiết | Nico · Leandro · Topo |

| Bồ Đào Nha                                  | 6–4      | Ý                |
| ------------------------------------------- | -------- | ---------------- |
| Madjer · Hernâni · Barraca · Alan · Marinho | Chi tiết | Gentile · Albore |

| Uruguay                                               | 11–2     | Argentina              |
| ----------------------------------------------------- | -------- | ---------------------- |
| Pico · Nico · Miguel · Topo · Chalo · German · Fabian | Chi tiết | Borghi · (ph.đ.) Godoy |

| Bồ Đào Nha                                | 8–4      | Argentina        |
| ----------------------------------------- | -------- | ---------------- |
| Alan · Madjer · Hernâni · Barraca · Nunes | Chi tiết | Borghi · Hilaire |

| Uruguay     | 4–2      | Ý                  |
| ----------- | -------- | ------------------ |
| Nico · Gato | Chi tiết | Albore · Bruschini |

## Vòng đấu loại trực tiếp
Ngày 18 tháng 1 được chọn là ngày nghỉ.
|  | Bán kết    | Bán kết    |               |   | Chung kết | Chung kết |
|  |            |            |               |   |           |           |
|  | 19 tháng 1 |            |               |   |           |           |
|  |            |            |               |   |           |           |
|  | Brasil     | 8          |               |   |           |           |
|  | Brasil     | 8          | 20 tháng 1    |   |           |           |
|  | Uruguay    | 4          |               |   |           |           |
|  | Uruguay    | 4          | Brasil        | 6 |           |           |
|  | 19 tháng 1 |            | Brasil        | 6 |           |           |
|  |            | Bồ Đào Nha | 5             |   |           |           |
|  | Thái Lan   | Bồ Đào Nha | 5             | 2 |           |           |
|  | Thái Lan   |            |               | 2 |           |           |
|  | Bồ Đào Nha | 3          |               |   |           |           |
|  | Bồ Đào Nha | 3          | Tranh hạng ba |   |           |           |
|  |            |            |               |   |           |           |
|  | 20 tháng 1 |            |               |   |           |           |
|  |            |            |               |   |           |           |
|  | Uruguay    | 5          |               |   |           |           |
|  | Uruguay    | 5          |               |   |           |           |
|  | Thái Lan   | 3          |               |   |           |           |

### Bán kết
| Bồ Đào Nha              | 3–2      | Thái Lan                 |
| ----------------------- | -------- | ------------------------ |
| Alan · Hernâni · Madjer | Chi tiết | (ph.đ.) Polsak · Polasak |

| Brasil                                             | 8–4      | Uruguay                             |
| -------------------------------------------------- | -------- | ----------------------------------- |
| Neném · Buru · Juninho · Wellington · Junior Negão | Chi tiết | Topo · (ph.đ.) Nico · Pico · Miguel |

### Tranh hạng ba
| Uruguay              | 5–3      | Thái Lan                        |
| -------------------- | -------- | ------------------------------- |
| Miguel · Nico · Gato | Chi tiết | Lungkaew · Munjaren · Khongkeaw |

### Chung kết
| Brasil                                    | 6–5      | Bồ Đào Nha              |
| ----------------------------------------- | -------- | ----------------------- |
| Jorginho · Junior Negão · Juninho · Neném | Chi tiết | Alan · Madjer · Barraca |

## Vô địch
| Giải vô địch bóng đá bãi biển thế giới 2002 |
| ------------------------------------------- |
| · Brasil · Lần thứ 7                        |

## Giải thưởng
| Vua phá lưới          | Vua phá lưới | Vua phá lưới |
| --------------------- | ------------ | ------------ |
| Neném                 | Madjer       | Nico         |
| 9 bàn                 |              |              |
| Cầu thủ xuất sắc nhất |              |              |
| Neném                 |              |              |
| Thủ môn xuất sắc nhất |              |              |
| Vilard Normcharoen    |              |              |

## Cầu thủ ghi bàn
| 9 bàn - Neném - Madjer - Nico 8 bàn - Alan 7 bàn - Borghi 5 bàn - Junior Negão - Benjamin - Amarelle - Juninho - Miguel | 4 bàn - Lungkaew - Jorginho - Albore - Gentile 3 bàn - David - Polsak - Aquilante - Hilaire - Topo - Hernâni - Barraca | - Pico - Khongkeaw 2 bàn - Nico - Bonora - Eric Cantona - Samoun - Godoy - Zé Miguel - Gato - German 19 cầu thủ khác ghi được 1 bàn thắng mỗi cầu thủ |

## Bảng xếp hạng giải đấu
| VT | Bg | Đội         | ST | T | T+ | B | BT | BB | HS  | Đ  | Chung cuộc          |
| -- | -- | ----------- | -- | - | -- | - | -- | -- | --- | -- | ------------------- |
| 1  | A  | Brasil      | 5  | 5 | 0  | 0 | 31 | 13 | +18 | 15 | Vô địch             |
| 2  | B  | Bồ Đào Nha  | 5  | 4 | 0  | 1 | 28 | 19 | +9  | 12 | Á quân              |
| 3  | B  | Uruguay     | 5  | 3 | 0  | 2 | 27 | 21 | +6  | 9  | Hạng ba             |
| 4  | A  | Thái Lan    | 5  | 1 | 1  | 3 | 13 | 21 | −8  | 5  | Hạng tư             |
|    |    |             |    |   |    |   |    |    |     |    |                     |
| 5  | A  | Tây Ban Nha | 3  | 1 | 0  | 2 | 11 | 9  | +2  | 3  | Bị loại ở Vòng bảng |
| 6  | B  | Ý           | 3  | 1 | 0  | 2 | 14 | 16 | −2  | 3  | Bị loại ở Vòng bảng |
| 7  | B  | Pháp        | 3  | 0 | 0  | 3 | 9  | 19 | −10 | 0  | Bị loại ở Vòng bảng |
| 8  | A  | Argentina   | 3  | 0 | 0  | 3 | 12 | 27 | −15 | 0  | Bị loại ở Vòng bảng |